# Kenbridge
Kenbridge è un comune degli Stati Uniti d'America, situato nello Stato della Virginia, nella contea di Lunenburg.